# Agnès Ravez
Agnès Ravez est une ingénieure du son et une monteuse son française.

## Filmographie (sélection)
- 2005 : Vers le sud de Laurent Cantet
- 2006 : Chacun sa nuit de Pascal Arnold et Jean-Marc Barr
- 2007 : Les Chansons d'amour de Christophe Honoré
- 2008 : Entre les murs de Laurent Cantet
- 2008 : Les Randonneurs à Saint-Tropez de Philippe Harel
- 2010 : Joseph et la Fille de Xavier de Choudens
- 2011 : La Femme du Vème de Paweł Pawlikowski
- 2012 : La Pirogue de Moussa Touré
- 2013 : Foxfire de Laurent Cantet
- 2014 : Retour à Ithaque de Laurent Cantet
- 2015 : Mon roi de Maïwenn
- 2017 : L'Atelier de Laurent Cantet
- 2017 : De toutes mes forces de Chad Chenouga

## Distinctions

### Nominations
- César du meilleur son
  - en 2008 pour Les Chansons d'amour
  - en 2009 pour Entre les murs
  - en 2016 pour Mon roi